# DJ Ilan
DJ Ilan (geboren 1976 in West-Berlin; bürgerlich Ilan Schulz) ist ein Berliner Musikproduzent, Autor und Toningenieur. Er ist auch unter seinem Vornamen Ilan aktiv.

## Leben
DJ Ilan startete seine Karriere am Anfang der 2000er Jahre im Umfeld des Labels Aggro Berlin. Sein Sound prägte die ersten Alben Aggro Ansage Nr. 1 und Nr. 2, die ersten Veröffentlichungen von Bushido, Fler und Bass Sultan Hengzt. Unter anderem arbeitete er aber auch mit Rammstein zusammen, für die er zusammen mit Bushido einen Remix von Amerika erstellte. Größter Erfolg war das Album Electro Ghetto, das erste Album von Bushido für Universal Records.
2005 erreicht er mit einer Echo-Nominierung bei der Preisverleihung 2005 als Produzent des Jahres den vorläufigen zenit seiner Karriere. Jedoch wird Stefan Raab ausgezeichnet. Im Anschluss kommt es zum Bruch zwischen Bushido auf der einen und Fler und Aggro Berlin auf der anderen Seite. In die Streitigkeiten wird auch DJ Ilan miteinbezogen, der sich von Bushido auch deshalb abwendete, weil dieser ihm versuchte die Credits für Vom Bordstein bis zur Skyline streitig zu machen. Bushido widmete DJ Ilan in seiner Biografie ein ganzes Kapitel. DJ Ilan vermied es aber, sowohl die Streitigkeiten als auch die darin erhobenen Vorwürfe gegen sich zu kommentieren. Es beginnt eine Zusammenarbeit mit Bass Sultan Hengzt. Während dieser das Plattenlabel Amstaff Musik gründet, hob DJ Ilan Muderbass aus der Taufe. Unter anderem produziert DJ Ilan im Anschluss für King Orgasmus One, Sentino, Automatik, JokA und Reason. Er arbeitet auch weiter mit Fler zusammen und produziert dessen erfolgreiches Album Fremd im eigenen Land, das Kollaboalbum Südberlin Maskulin II mit Silla sowie das gesamte Album Hinter blauen Augen.
In den 2020er Jahren ist er vor allem im nostalgischen Gangster-Rap der 2000er Jahre verhaftet und arbeitete weiterhin mit Bass Sultan Hengzt zusammen und mit ähnlichen Künstlern wie Fäbson, die eher einen althergebrachten Berliner Sound bevorzugen. Jedoch produziert er auch für neuere Künstler wie Shadow030 und Haiyti. Daneben produziert er auch für eine Netflix-Zeichentrickserie die Musik sowie ein Hörspiel.

## Verhältnis zum Judentum
DJ Ilan hat jüdische Wurzeln, was zum Tragen kommt, als dies in diversen Disstracks, die sich Fler, Bushido und Bass Sultan Hengzt erwähnt wird. So warf Bushido in Flerräter Specter und Fler vor, sich antisemitisch geäußert zu haben, was keiner von beiden dementiert. Dennoch blieb die Freundschaft und Zusammenarbeit mit Fler bestehen, während er mit Bushido brach.
2018 kamen seine jüdischen Wurzeln erneut zum Tragen, als er neben Ben Salomo, Daniel Donskoy und Susan Sideropoulos Juror beim Musik- und Tanzwettbewerb Jewrovision wird. 2021 produziert er den Song Deduschka  von Ben Salomo zum zweiten Jahrestag des antisemitischen Anschlags von Halle 2019.
Nach dem Terrorangriff der Hamas auf Israel 2023 äußerte er sich kritisch über den latent vorhandenen und nach den Angriffen stärker gewordenen Antisemitismustendenzen in der deutschen Gesellschaft und der Hip-Hop-Szene im Speziellen.

## Produzenten-Diskografie
- Aggro Berlin – Aggro Ansage Nr. 1 und Aggro Ansage Nr. 2 (indiziert)
- B-Tight – Der Neger (in mir)
- Sonny Black & Frank White – Carlo, Cokxxx, Nutten
- Bushido – Vom Bordstein bis zur Skyline (indiziert), Electro Ghetto (indiziert)
- Rammstein – Amerika (Remix)
- Brothers Keepers
- Bass Sultan Hengzt – Rap braucht immer noch kein Abitur, Berliner Schnauze, Macho,
- Godsilla – Übertalentiert, City of God
- D-Bo – Deo Volente
- Celina – Lösch meine Nummer, Das Original
- Sentino – Ich bin deutscher Hiphop
- King Orgasmus One – OrgiAnal Arschgeil
- Fler – Fremd im eigenen Land, Südberlin Maskulin II (mit Silla), Hinter blauen Augen
- Automatikk – Jenseits von Eden
- JokA – Gehirnwäsche
- Eko Fresh – Der Punisher
- Fler – Hinter blauen Augen
- Silla – Die Passion Whisky
- Ben Salomo – Kämpf allein

## Nominierungen
- 2005 Echo-Nominierung als bester Produzent.